# Park stanowy Malibu Creek

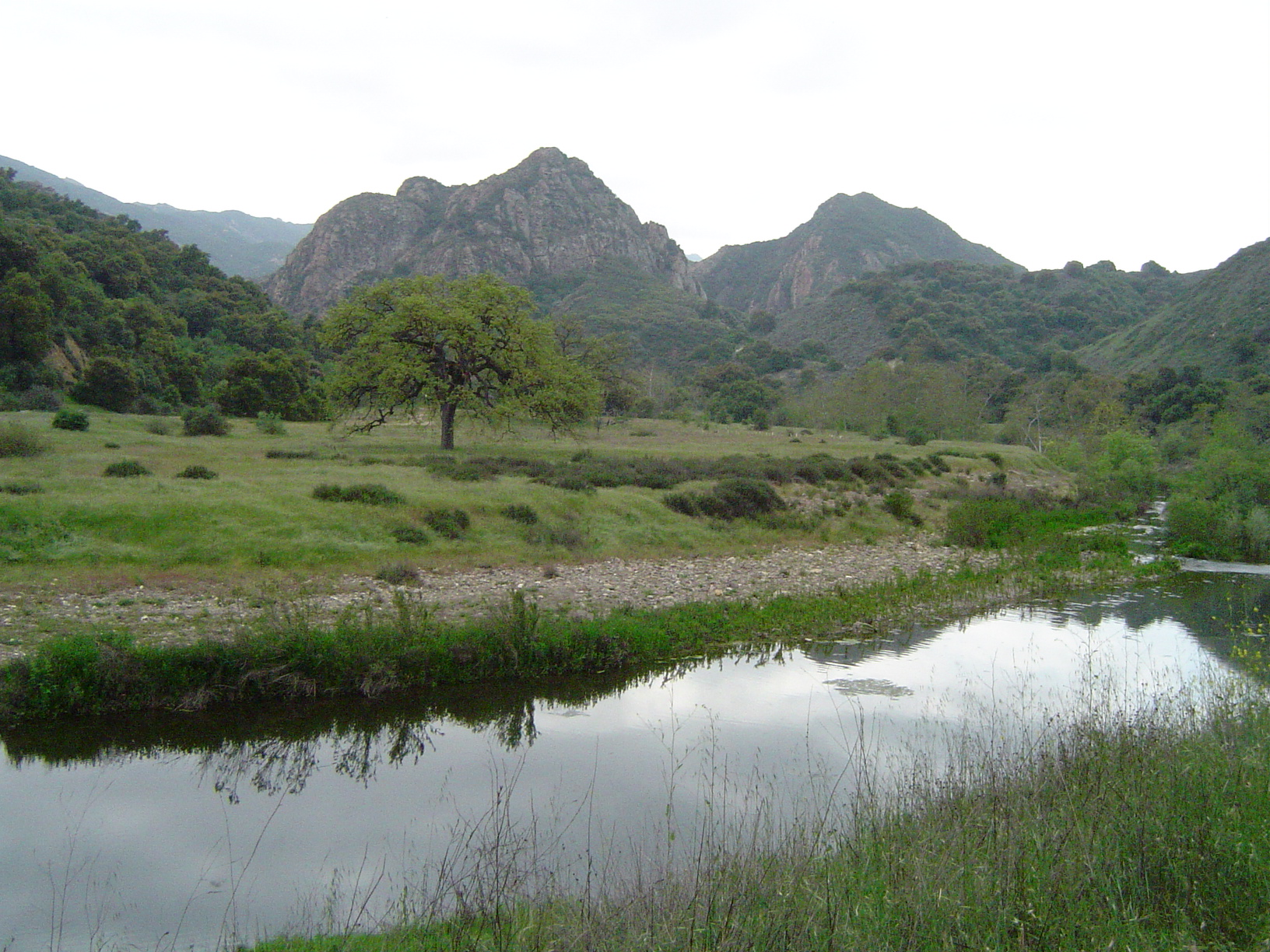
Park stanowy Malibu Creek

Park stanowy Malibu Creek – park stanowy leżący na południu amerykańskiego stanu Kalifornia. Znajduje się 40 kilometrów od centrum Los Angeles i niecałe 10 kilometrów od miasteczka Calabasas. Obejmuje 8 tysięcy akrów zalesionych wzgórz głównego pasma gór Santa Monica nad brzegami jeziora Malibu. 
Park oferuje turystom kilka dobrze oznakowanych szlaków spacerowych o łącznej długości 22 kilometrów prowadzących wzdłuż koryta jeziora będącego głównym ciekiem wodnym gór Santa Monica. Najważniejszy szlak turystyczny wiedzie przez lasy dębowo-sykamorowe od szczytu Boney Peak do zatoki Malibu Lagoon. Możliwe jest również wędkowanie, jazda konna i obserwacja ptaków.
W przeszłości tereny te zamieszkiwali Indianie z plemienia Czumaszów. Na terenie parku kręcono sceny do filmów fabularnych (np. Planeta małp) i seriali telewizyjnych (np. M*A*S*H).
- Dojazd: park mieści się 7 kilometrów na południe od autostrady 101 - zjazd na Malibu Canyon Road.